# Condado de Grant (Nebraska)
O Condado de Grant é um dos 93 condados do estado norte-americano de Nebraska. A sede do condado é Hyannis, que é também a sua maior cidade. O condado tem uma área de 2029 km² (dos quais 18 km² estão cobertos por água), uma população de 747 habitantes, e uma densidade populacional de 0,4 hab/km² (segundo o censo nacional de 2000). Foi fundado em 1887 e o seu nome é uma homenagem a Ulysses S. Grant (1822-1885), o 18.º presidente dos Estados Unidos.